# Clare Island SPA
Clare Island SPA este o arie protejată (arie de protecție specială avifaunistică — SPA) din Irlanda întinsă pe o suprafață de 1.005,74 ha, integral pe uscat.

## Localizare
Centrul sitului Clare Island SPA este situat la coordonatele 53°48′31″N 10°00′51″W / 53.808603°N 10.014096°V.

## Înființare
Situl Clare Island SPA a fost declarat arie de protecție specială avifaunistică în noiembrie 2006 pentru a proteja 12 specii de animale.

## Biodiversitate
Situată în ecoregiunea atlantică, aria protejată nu include niciun habitat protejat.
La baza desemnării sitului se află mai multe specii protejate de  păsări (12): alca (Alca torda), șoim călător (Falco peregrinus), papagal de mare (Fratercula arctica), Larus argentatus, pescăruș sur (Larus canus), pescăruș negricios (Larus fuscus), sula bassana (Morus bassanus), Phalacrocorax aristotelis, cormoran mare (Phalacrocorax carbo), Pyrrhocorax pyrrhocorax, Rissa tridactyla, Uria aalge.
Pe lângă speciile protejate, pe teritoriul sitului au mai fost identificate 2 specii de păsări.